# Trematodon papuensis
Trematodon papuensis är en bladmossart som beskrevs av J.C. Norris och T. Koponen 1990. Trematodon papuensis ingår i släktet tranmossor, och familjen Bruchiaceae. Inga underarter finns listade i Catalogue of Life.